# Neuillé
Pour les articles homonymes, voir Neuillé (homonymie).
Neuillé est une commune française située dans le département de Maine-et-Loire, en région Pays de la Loire.

## Géographie

### Localisation
Commune angevine de la rive droite de la Loire, Neuillé se trouve au sud de Blou, sur la route D 129, Saint-Philbert-du-Peuple - Allonnes.
Située sur les premiers contreforts des coteaux de la rive droite de l'Authion, sur les unités paysagères du plateau du Baugeois et du Val d'Anjou,,, le territoire de Neuillé se trouve administrativement au sein de l'arrondissement de Saumur et du syndicat mixte du Grand Saumurois.

### Climat
Pour des articles plus généraux, voir Climat des Pays de la Loire et Climat de Maine-et-Loire.
En 2010, le climat de la commune est de type climat océanique altéré, selon une étude du CNRS s'appuyant sur une série de données couvrant la période 1971-2000. En 2020, Météo-France publie une typologie des climats de la France métropolitaine dans laquelle la commune est exposée à un climat océanique et est dans la région climatique Moyenne vallée de la Loire, caractérisée par une bonne insolation (1 850 h/an) et un été peu pluvieux.
Pour la période 1971-2000, la température annuelle moyenne est de 12,5 °C, avec une amplitude thermique annuelle de 14,3 °C. Le cumul annuel moyen de précipitations est de 637 mm, avec 11 jours de précipitations en janvier et 6,1 jours en juillet. Pour la période 1991-2020, la température moyenne annuelle observée sur la station météorologique de Météo-France la plus proche, sur la commune de Saint-Nicolas-de-Bourgueil à 14 km à vol d'oiseau, est de 12,5 °C et le cumul annuel moyen de précipitations est de 612,8 mm,. Pour l'avenir, les paramètres climatiques de la commune estimés pour 2050 selon différents scénarios d'émission de gaz à effet de serre sont consultables sur un site dédié publié par Météo-France en novembre 2022.

## Urbanisme

### Typologie
Au 1er janvier 2024, Neuillé est catégorisée commune rurale à habitat dispersé, selon la nouvelle grille communale de densité à sept niveaux définie par l'Insee en 2022.
Elle est située hors unité urbaine. Par ailleurs la commune fait partie de l'aire d'attraction de Saumur, dont elle est une commune de la couronne,. Cette aire, qui regroupe 31 communes, est catégorisée dans les aires de 50 000 à moins de 200 000 habitants,.

### Occupation des sols
L'occupation des sols de la commune, telle qu'elle ressort de la base de données européenne d’occupation biophysique des sols Corine Land Cover (CLC), est marquée par l'importance des territoires agricoles (58,1 % en 2018), en diminution par rapport à 1990 (61,8 %). La répartition détaillée en 2018 est la suivante : 
forêts (38,6 %), terres arables (27,5 %), zones agricoles hétérogènes (26,8 %), zones urbanisées (3,2 %), prairies (2,7 %), cultures permanentes (1,1 %). L'évolution de l’occupation des sols de la commune et de ses infrastructures peut être observée sur les différentes représentations cartographiques du territoire : la carte de Cassini (XVIIIe siècle), la carte d'état-major (1820-1866) et les cartes ou photos aériennes de l'IGN pour la période actuelle (1950 à aujourd'hui).

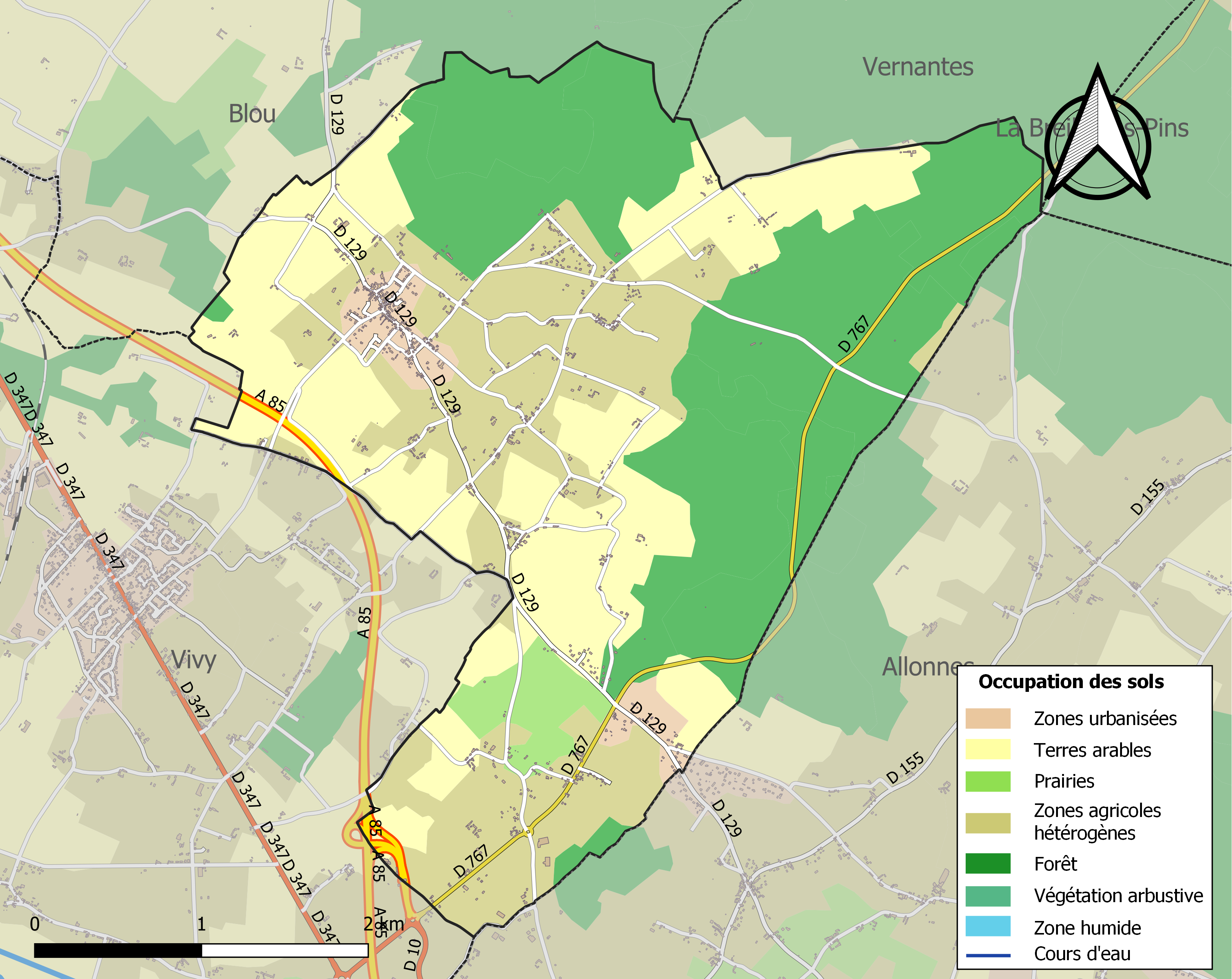
Carte des infrastructures et de l'occupation des sols de la commune en 2018 (CLC).

## Toponymie
Le nom de Neuillé (Nulliacus) apparait pour la première fois dans un cartulaire du VIIe siècle. Le nom, de consonance romaine, se traduit par un « nouveau défrichement ».

## Politique et administration

### Administration municipale
| Période                                  | Période                   | Identité                   | Étiquette | Qualité                              |
| ---------------------------------------- | ------------------------- | -------------------------- | --------- | ------------------------------------ |
| 1789                                     |                           | François-Jean Girard       |           | Syndic                               |
| 31 janvier 1790                          |                           | André Saunier              |           | Maire                                |
| 13 novembre 1791                         |                           | Urbain Haye                |           |                                      |
| 16 décembre 1792                         | 5 mai 1794 (décès)        | André Saunier              |           |                                      |
| 28 juin 1800                             |                           | Joseph-Jean Lenoir         |           |                                      |
| 2 janvier 1808                           | 1825 (décès)              | Joseph-Charles Leroux      |           |                                      |
| 15 mars 1825                             |                           | Augustin Leroux            |           |                                      |
| 8 janvier 1839                           | 1857 (démission)          | Jean-Pierre-Modeste Daudet |           |                                      |
| 20 octobre 1857                          | 1867 (démission)          | Eugène-Louis Lepelletier   |           |                                      |
| 1868                                     |                           | Pierre-Lucien Garnier      |           |                                      |
| 1878                                     |                           | Eugène Lepelletier         |           |                                      |
| 1881                                     |                           | François Guérineau         |           |                                      |
| 1884                                     |                           | Eugène Lepelletier         |           |                                      |
| 1888                                     |                           | Maurice Lepelletier        |           |                                      |
| 1919                                     |                           | Joseph Bontemps            |           |                                      |
| 1929                                     |                           | Eugène Deslandes           |           |                                      |
| 1947                                     |                           | Marcel Chevré              |           |                                      |
| mars 1971                                |                           | Dominique Boret            |           |                                      |
| mars 1983                                |                           | Jean-Pierre Philippot      | DVD       |                                      |
| mars 2001                                | En cours (au 29 mai 2020) | Guy Bertin,                | DVD       | Conseiller départemental depuis 2015 |
| Les données manquantes sont à compléter. |                           |                            |           |                                      |

### Intercommunalité
La commune est membre de la communauté d'agglomération Saumur Val de Loire.

### Autres circonscriptions
Jusqu'en 2014, Neuillé fait partie du canton d'Allonnes et de l'arrondissement de Saumur. Ce canton compte alors sept communes. Dans le cadre de la réforme territoriale, un nouveau découpage territorial pour le département de Maine-et-Loire est défini par le décret du 26 février 2014. La commune est alors rattachée au canton de Longué-Jumelles, avec une entrée en vigueur au renouvellement des assemblées départementales de 2015.

## Population et société

### Démographie

#### Évolution démographique
L'évolution du nombre d'habitants est connue à travers les recensements de la population effectués dans la commune depuis 1793. Pour les communes de moins de 10 000 habitants, une enquête de recensement portant sur toute la population est réalisée tous les cinq ans, les populations de référence des années intermédiaires étant quant à elles estimées par interpolation ou extrapolation. Pour la commune, le premier recensement exhaustif entrant dans le cadre du nouveau dispositif a été réalisé en 2005.

En 2022, la commune comptait 1 011 habitants, en évolution de +2,02 % par rapport à 2016 (Maine-et-Loire : +2,12 %, France hors Mayotte : +2,11 %).
| 1793 | 1800 | 1806 | 1821 | 1831 | 1836 | 1841 | 1846 | 1851 |
| ---- | ---- | ---- | ---- | ---- | ---- | ---- | ---- | ---- |
| 800  | 772  | 790  | 766  | 802  | 790  | 997  | 997  | 892  |

| 1856 | 1861 | 1866 | 1872 | 1876 | 1881 | 1886 | 1891 | 1896 |
| ---- | ---- | ---- | ---- | ---- | ---- | ---- | ---- | ---- |
| 862  | 854  | 844  | 814  | 771  | 776  | 754  | 765  | 758  |

| 1901 | 1906 | 1911 | 1921 | 1926 | 1931 | 1936 | 1946 | 1954 |
| ---- | ---- | ---- | ---- | ---- | ---- | ---- | ---- | ---- |
| 712  | 727  | 683  | 606  | 610  | 667  | 620  | 648  | 712  |

| 1962 | 1968 | 1975 | 1982 | 1990 | 1999 | 2005 | 2006 | 2010 |
| ---- | ---- | ---- | ---- | ---- | ---- | ---- | ---- | ---- |
| 643  | 633  | 570  | 721  | 860  | 869  | 851  | 872  | 945  |

| 2015 | 2020 | 2022  | - | - | - | - | - | - |
| ---- | ---- | ----- | - | - | - | - | - | - |
| 995  | 988  | 1 011 | - | - | - | - | - | - |

#### Pyramide des âges
La population de la commune est relativement jeune.
En 2018, le taux de personnes d'un âge inférieur à 30 ans s'élève à 36,3 %, soit en dessous de la moyenne départementale (37,2 %). À l'inverse, le taux de personnes d'âge supérieur à 60 ans est de 26,6 % la même année, alors qu'il est de 25,6 % au niveau départemental.
En 2018, la commune compte 499 hommes pour 495 femmes, soit un taux de 50,2 % d'hommes, légèrement supérieur au taux départemental (48,63 %).
Les pyramides des âges de la commune et du département s'établissent comme suit.
| Hommes | Classe d’âge | Femmes |
| ------ | ------------ | ------ |
| 0,6    | 90 ou +      | 1,2    |
| 5,4    | 75-89 ans    | 5,5    |
| 19,4   | 60-74 ans    | 21,1   |
| 19,4   | 45-59 ans    | 16,7   |
| 17,9   | 30-44 ans    | 20,3   |
| 15,1   | 15-29 ans    | 13,4   |
| 22,2   | 0-14 ans     | 21,7   |

| Hommes | Classe d’âge | Femmes |
| ------ | ------------ | ------ |
| 0,9    | 90 ou +      | 2,1    |
| 7      | 75-89 ans    | 9,5    |
| 16,2   | 60-74 ans    | 16,9   |
| 19,4   | 45-59 ans    | 18,7   |
| 18,2   | 30-44 ans    | 17,5   |
| 18,8   | 15-29 ans    | 17,6   |
| 19,5   | 0-14 ans     | 17,6   |

## Économie
Sur 70 établissements présents sur la commune à fin 2010, 31 % relèvent du secteur de l'agriculture (pour une moyenne de 17 % sur le département), 7 % du secteur de l'industrie, 16 % du secteur de la construction, 37 % de celui du commerce et des services et 9 % du secteur de l'administration et de la santé. Cinq ans plus tard, en 2015, sur les 79 établissements présents, 13 % relèvent du secteur de l'agriculture (pour une moyenne de 11 % sur le département), 9 % du secteur de l'industrie, 18 % de celui de la construction, 51 % du secteur du commerce et des services et 10 % de celui de l'administration et de la santé.

## Lieux et monuments

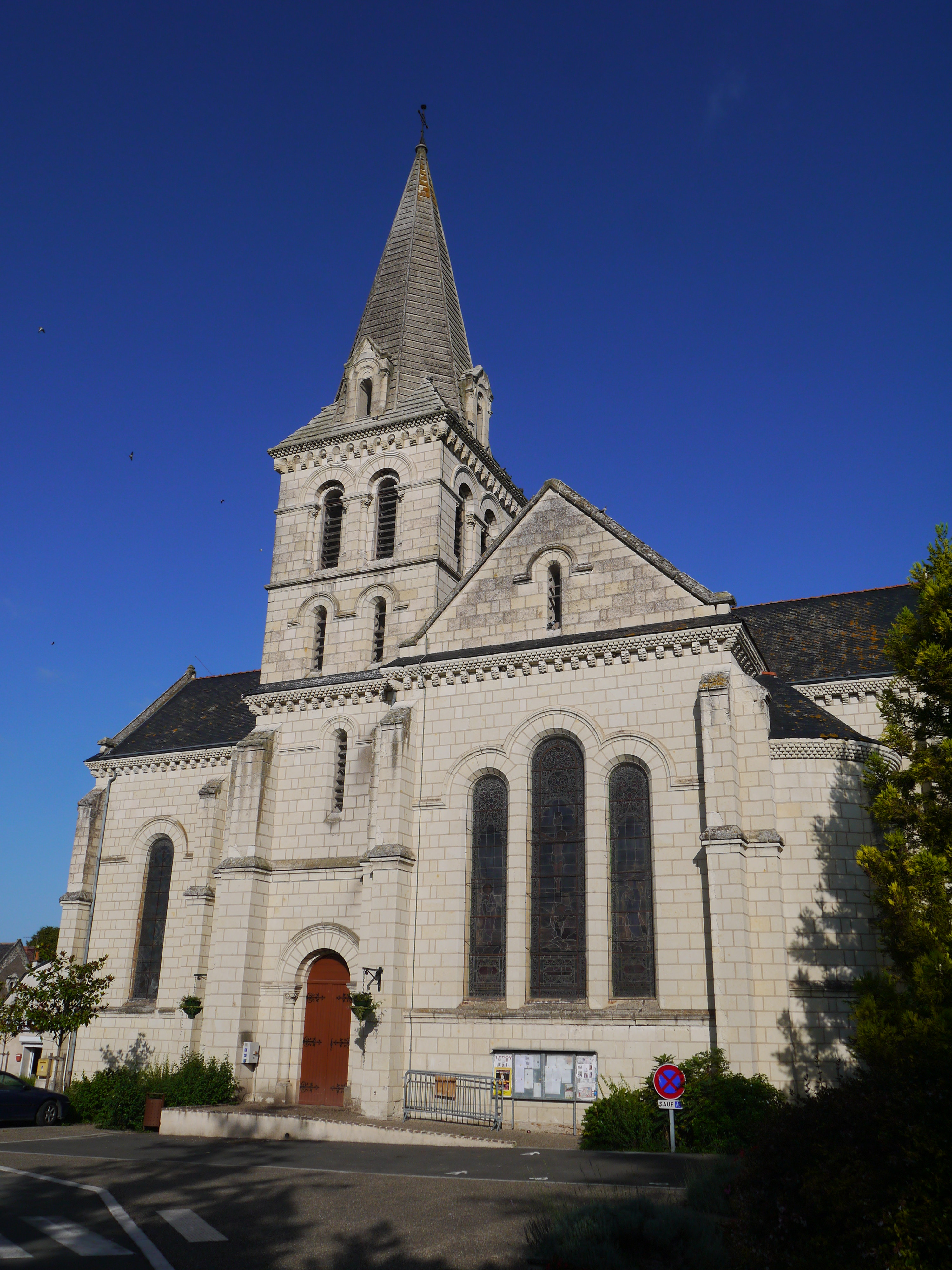
L'église Saint-Médard.

- Château Goupillon : près du château Goupillon, un remarquable châtaignier millénaire au lieudit le Brûlis.
- Château de Salvert : ancien logis du XVIe siècle, agrandi au XVIIIe, puis uniformisé au XIXe par l’architecte Couët, disciple de Joly-Leterme. Cet édifice néo-gothique est la résidence de la famille Le Pelletier de Glatigny. Il est l'un des châteaux les plus sculptés de l'Anjou[31].
- Église Saint-Médard : érigée en 1878-1879 (par l'architecte Ernest Dainville) à l'emplacement de l'ancienne église paroissiale Saint-Médard (XIIe) détruite en 1877[32].